# Груб (Аппенцелль-Аусерроден)
Груб (нем. Grub AR) — коммуна в Швейцарии, в кантоне Аппенцелль-Ауссерроден. 

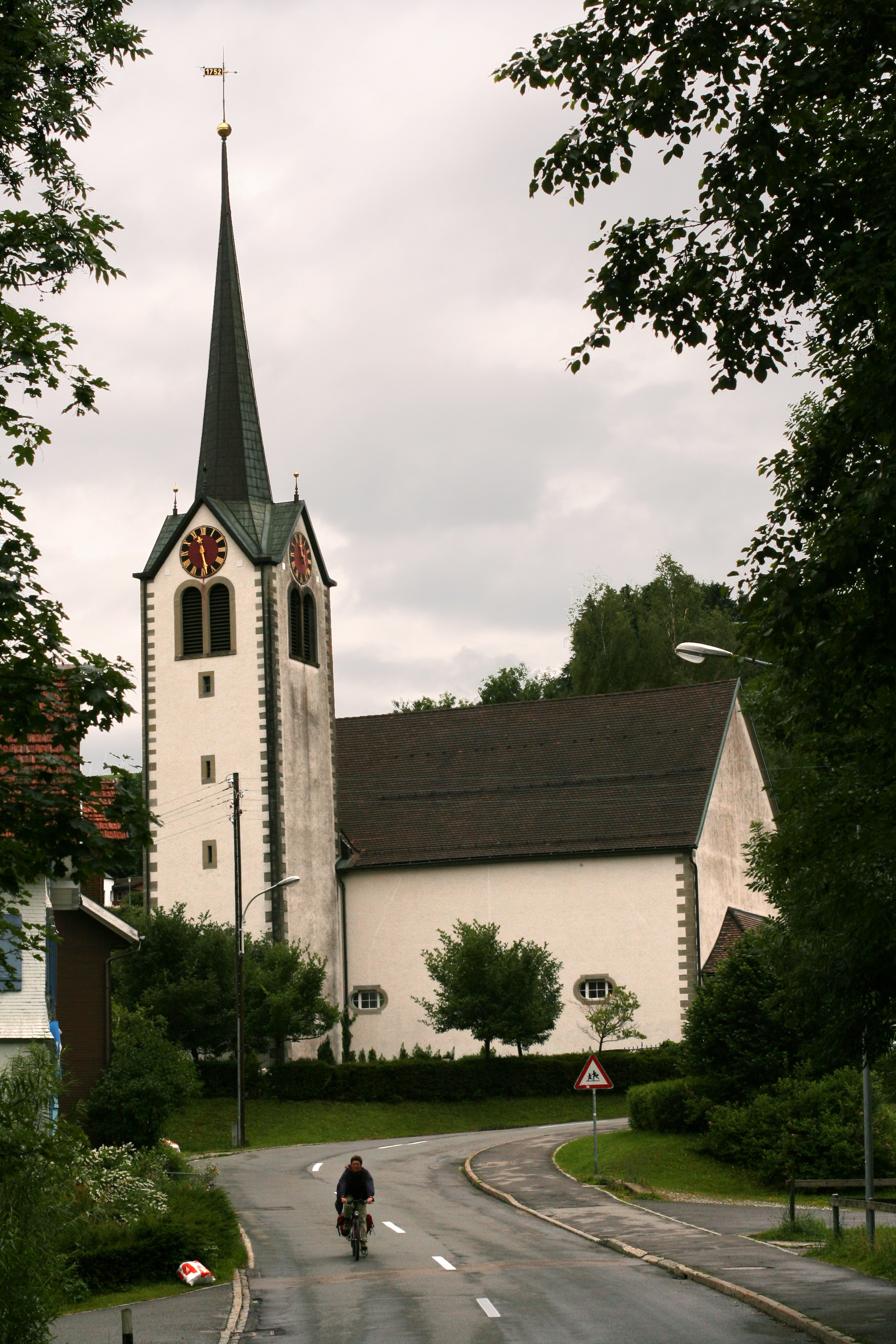
Церковь

Население составляет 1001 человек (на 31 декабря 2006 года). Официальный код  —  3031.